# Brewster-Douglass Housing Projects
Los Brewster-Douglass Housing Projects (oficialmente llamados Frederick Douglass Homes, y alternativamente llamados Frederick Douglass Projects, Frederick Douglass Apartments, Brewster-Douglass Homes y Brewster-Douglass Projects) fueron el mayor proyecto de viviendas residenciales propiedad de la ciudad de Detroit, ubicado en la sección Brush Park en el lado este de Detroit, Míchigan (Estados Unidos), cerca de Chrysler Freeway, Mack Avenue y St. Antoine Street. Lleva el nombre de Brewster Street, que atravesaba el área, y Frederick Douglass, abolicionista, autor y reformador afroamericano.

## Historia

### La calle Hastings
Junto con el vecindario Black Bottom donde se encontraba, la calle Hastings fue el centro de la cultura negra en Detroit entre las décadas de 1920 y 1950. Ubicada en el extremo sur de las futuras casas Brewster-Douglass, en la calle había innumerables salones y lugares de entretenimiento. Con la adición de los rascacielos y la afluencia de personas que se mudaron a la vivienda, la calle Hastings fue catalogada como el lugar donde se podía satisfacer cualquier necesidad concebible. Además, la calle Hastings fue la referencia más conocida en la canción de John Lee Hooker Boogie Chillen'.

### Casas Brewster-Douglass

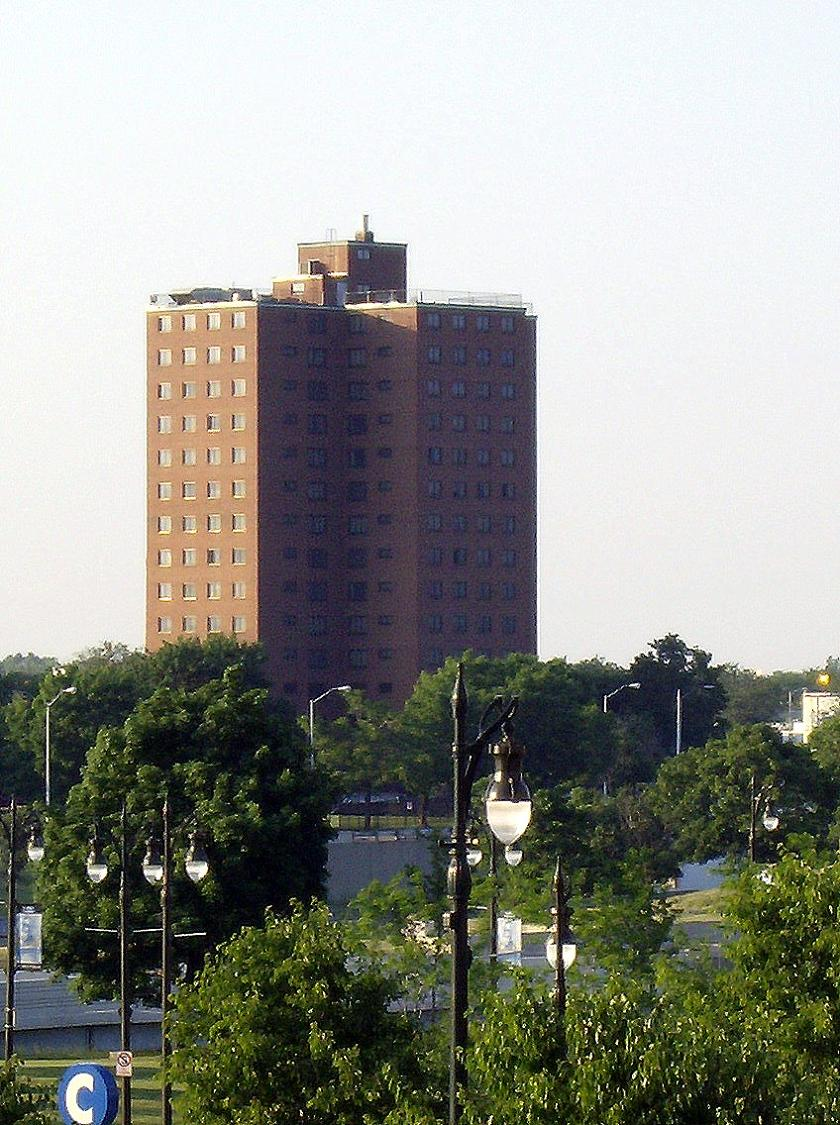
Torre Frederick Douglass en 2007

El proyecto Brewster y los apartamentos Frederick Douglass se construyeron entre 1935 y 1955, y fueron diseñados por el estudio de arquitectura Harley, Ellington & Day de Detroit. El Proyecto Brewster comenzó a construirse en 1935, cuando la primera dama Eleanor Roosevelt inició la construcción del desarrollo de 701 unidades; la primera fase consta de bloques de apartamentos de poca altura y se completó en 1938. Una expansión completada en 1941 elevó el número total de unidades de vivienda a 941. Los apartamentos Frederick Douglass, construidos inmediatamente al sur del Proyecto Brewster, comenzaron a construirse en 1942 con la finalización de filas de apartamentos, dos edificios bajos de 6 pisos y finalmente seis edificios altos de 14 pisos completados entre 1952 y 1955. El Proyecto Brewster-Douglass combinado tenía cinco cuadras de largo y tres cuadras de ancho, y albergaba entre 8000 y 10.000 residentes, en su máxima capacidad.
El Proyecto Brewster-Douglass se construyó para los " trabajadores pobres"; la Comisión de Vivienda de Detroit requirió un padre empleado para cada familia antes de establecer la tenencia. Al menos inicialmente, Brewster-Douglass parecía un éxito.  Eran nuevas, limpias y modernas, muy lejos de sus casas viejas y ruinosas. El complejo se expandió en los años 1940. En 1942 se construyeron dos edificios de apartamentos de seis pisos. En 1951, se agregaron casas en hilera y torres de 14 pisos al complejo y se denominó Frederick Douglass Homes. Fue entonces cuando la zona se conoció como Brewster-Douglass, y en su apogeo, aquí vivieron varios miles de habitantes de Detroit.
A medida que la Comisión se volvió menos selectiva, la delincuencia se convirtió en un problema en las décadas de 1960 y 1970, y los proyectos finalmente se deterioraron. 
Las torres de apartamentos de Frederick Douglass se convirtieron en viviendas para personas mayores. Desde los años 1980, los edificios fueron incendiados, marcados con grafiti y estaban llenos de basura. Junto con los proyectos Pruitt-Igoe de San Luis y Cabrini–Green Homes de Chicago, Brewster-Douglass fue un símbolo de los desastrosos proyectos de vivienda pública de la década de 1950 y la segregación racial institucionalizada.
En 1991, los bloques de apartamentos de poca altura al norte de Wilkins Street (el Proyecto Brewster original) fueron demolidos y en 1994 fueron reemplazados por 250 casas adosadas. Esta nueva vivienda pública, administrativamente distinta del proyecto Fredrick Douglass Homes, recibió el nombre de "Brewster Homes" y todavía existe en la actualidad.
Mientras tanto, las viviendas restantes en el sitio del proyecto continuaron deteriorándose. Dos de las seis torres de Frederick Douglas Apartments de 14 pisos, la 303 y la 304, fueron demolidas en 2003, en un esfuerzo por consolidar el espacio habitable y reducir los costos de mantenimiento. Para 2008, solo 280 familias permanecían en el complejo de Frederick Douglass Homes y se tomó la decisión de cerrar la vivienda por completo. Los edificios al sur de la calle Wilkins quedaron abandonados después de esa fecha.
El 29 de julio de 2013, el artista francés de 23 años Bilal Berreni fue encontrado muerto por una herida de bala en la propiedad de Brewster-Douglass, tras ser visto por última vez el día anterior. Encontrado sin documentos de identificación, el cuerpo de Berreni no fue identificado durante 7 meses. Jasin Curtis y Drequone Rich se declararon culpables de homicidio en segundo grado y recibieron sentencias de prisión de 25 a 30 años en 2015; Dionte Travis recibió una sentencia de prisión de 60 años en enero de 2016
La demolición de los edificios restantes de Frederick Douglass Homes comenzó el 4 de septiembre de 2013 y  se completó sustancialmente a fines de agosto de 2014.
El 9 de marzo de 2012, el alcalde de Detroit, Dave Bing, anunció que la Comisión de Vivienda de Detroit planeaba solicitar fondos del Departamento de Vivienda y Desarrollo Urbano para demoler todas las viviendas restantes en el sitio de Frederick Douglass Homes, pero reconstruir el abandonado Brewster -Wheeler Recreation Center.. El terreno baldío se desarrollaría entonces como vivienda asequible y espacio comercial. La demolición se anunció el 15 de noviembre de 2012.
La demolición comenzó el 4 de septiembre de 2013 y la limpieza del sitio se completó a fines de 2014.

## Edificios
Las seis torres con estructura de hormigón fueron diseñadas en el estilo moderno y revestidas de ladrillo. Son prácticamente idénticos en apariencia y cada uno tiene una altura de 15 pisos.
| Nombre del edificio                         | Dirección                              | Finalización | Demolición |
| ------------------------------------------- | -------------------------------------- | ------------ | ---------- |
| Apartamentos Frederick Douglass - Torre 306 | Chrysler Freeway y East Vernor Highway | 1952         | 2014       |
| Apartamentos Frederick Douglass - Torre 305 | Chrysler Freeway y East Vernor Highway | 1952         | 2014       |
| Apartamentos Frederick Douglass - Torre 302 | 2702 Saint Antoine Street              | 1952         | 2014       |
| Apartamentos Frederick Douglass - Torre 301 | Chrysler Drive en Alfred Street        | 1952         | 2014       |
| Apartamentos Frederick Douglass - Torre 304 | 2602 Saint Antoine Street              | 1952         | 2003       |
| Apartamentos Frederick Douglass - Torre 303 | 650 Alfred Street                      | 1952         | 2003       |

## En la cultura
En el complejo vivieron figuras tan notables como Diana Ross, Mary Wilson, Florence Ballard, Lily Tomlin, Loni Love y Etterlene DeBarge, durante sus primeros años.
La serie animada de plastilina Los PJ también se basó en el proyecto de vivienda. También se vio en una captura de pantalla de la película Dreamgirls, así como en el video musical debut de D12. 
Brewster-Douglass también se menciona en el primer verso del éxito musical de la cantante y drag queen RuPaul, Supermodel (You Better Work).